# Клеј Џенсен
Клеј Џенсен (енгл. Clay Jensen) је измишљени лик америчког књижевника Џеја Ашера. Главни је лик у роману за тинејџере Тринаест разлога. Главни је лик и у Нетфликсовој адаптацији Ашерове приче13 разлога зашто, где га игра Дилан Минет.

## Прича
У Нетфликсовој серији, Клеј је белац средње класе, ученик америчке средње школе, који је и пријатељ и заљубљен у Хану, једна од Клејових школских пријатеља. Клејова трака никад није наведена у књизи. И у Ашеровом роману и у серији Нетфликс, прича о Ханиним искуствима у њеној средњој школи је испричана кроз Клејове очи јер реагује на садржај Ханиних касетних трака који објашњавају зашто је извршила самоубиство. Иако Хана оставља експлицитне инструкције пре њеног самоубиства да Клеј треба да слуша траке, она јасно ставља до знања да Клеј није један од разлога за убијање себе, већ је желела да Клеј зна тачно зашто је она одузела себи живот.